# Exoacantha heterophylla
Exoacantha es un género monotípico de plantas herbáceas perteneciente a la familia de las apiáceas.  Su única especie Exoacantha heterophylla, se encuentra en la región del Mediterráneo, en el matorral y bosque mediterráneo, en Israel en el Monte Hermón.

## Distribución
Es una planta hemicriptofita con las hojas pinnadas alternas (una hoja por nodo), en roseta. Los foliolos están dentados o serrados, con flores hermafroditas que tiene los tépalos de color blanco.

## Taxonomía
Exoacantha heterophylla fue descrita por Jacques Julien Houtton de La Billardière y publicado en Icones Plantarum Syriae Rariorum 1: 10, t. 2. 1791
Sinonimia
- Echinophora exoacantha D.Dietr.	[3]